# Sattelspitz (Bregenzerwaldgebirge)
Der Sattelspitz (auch Sattelspitze) ist ein 1562 m ü. A. hoher Gipfel im Bregenzerwaldgebirge. Die Erhebung liegt auf dem Gemeindegebiet von Dornbirn im gleichnamigen Bezirk in Vorarlberg im hinteren Teil des Ebnitertals bei Ebnit. Der Gipfel ist zu Fuß gut erreichbar.

## Lage
Der Sattelspitz ist etwa 2000 m Luftlinie nordöstlich vom Salzbödenkopf (1765 m ü. A.). Etwa 3500 m Luftlinie südsüdöstlich befindet sich der Hohe Freschen und in etwa 1000 m Luftlinie der Alpkopf.
Rings um den Sattelspitz liegen mehrere Alpen, von denen die Sattelalpe (etwa 800 m Luftlinie auf etwa 1165 m ü. A.) die nächstgelegene ist.

## Wandern
Der Sattelspitz bedingt Trittsicherheit und gute Bergschuhe. Vom Sattelspitz führt ein schmaler Grat auf den Alpkopf. Bei Begehung des Grates zwischen Alpkopf und Sattelspitz ist Schwindelfreiheit Voraussetzung. Der nächstgelegene Wanderstützpunkt ist das Freschenhaus (1846 m ü. A.). Die umliegenden Alpen sind teilweise im Sommer bewirtschaftet.